# Erythrura tricolor
El diamante tricolor (Erythrura tricolor) es una especie de ave paseriforme de la familia Estrildidae propia de las islas menores de la Sonda orientales y las Molucas meridionales.

## Distribución y hábitat
Se encuentra diseminado por las islas de Timor, Wetar, Romang, Damar, Moa, Barbar y las islas Tanimbar. Distribuido por una extensión total de entre 20.000 y 50.000 km². Se encuentra tanto en los bosques tropicales, como en las zonas de matorral y herbazales.